# Долинская икона Божией Матери
Долинская икона Божией Матери (Долисская) — православная икона Девы Марии с Младенцем на руках, почитается как чудотворная. Празднование иконы — 13 (26) февраля.

## История
Время написания и автор иконы неизвестны, по крайней мере она появилась не позже конца XIX века. Один из источников сообщает, что икона явилась во Франции в местечке Долис. Другой источник утверждает, что икона прославилась многими чудотворениями, в том числе перед Второй мировой войной, когда из глаз Богоматери произошло истечение кровавых слёз. Этот же источник говорит о том, что икона и сейчас находится во Франции. Третий источник, ссылаясь на журнал «Кормчий» (1897, № 6), сообщает, что Долинский образ Богородицы был высечен из камня, во Франции, в Долиссе.
В России в настоящее время не существует ни одного списка с этой иконы. Также отсутствуют сведения в ежегодно издаваемых РПЦ МП церковных календарях.

## Иконография
Образ Божией Матери «Долинский» относится к иконографическому типу «Одигитрия». Но композиция несколько необычная. Богоматерь держит младенца Иисуса, сидящего на левой руке с отвернувшимся от неё лицом, направленным в ту же сторону, что и лик Богородицы.